# Monasterio del Mirozha

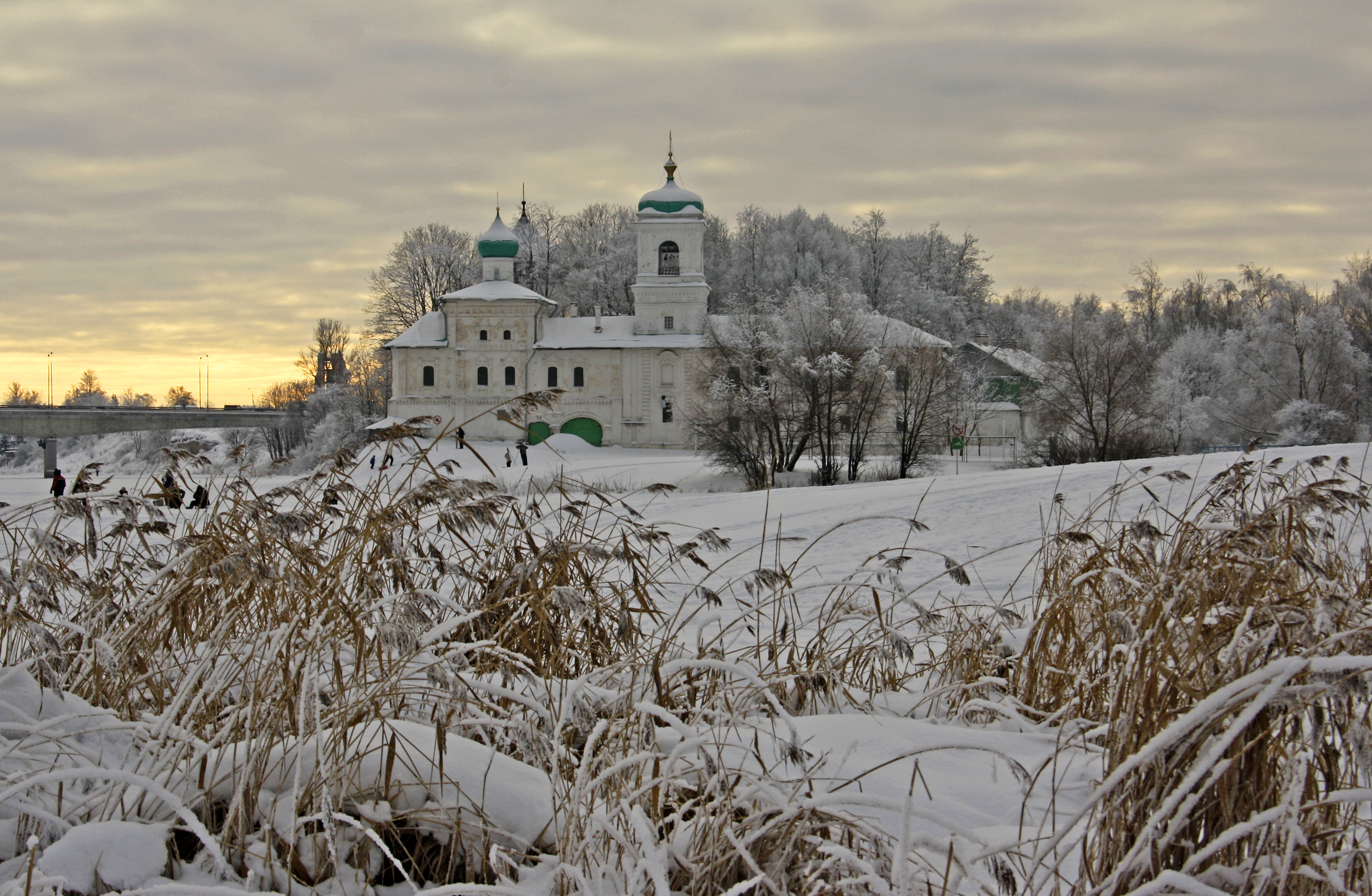
Campanario, Casa de los Hermanos e Iglesia de San Esteban.

El monasterio del Mirozha (del ruso: Мирожский монастырь) o monasterio de la Santa Transfiguración del Señor del Mirozha de Záveliche (del ruso: Спа́со-Преображенский Миро́жский За́величский монасты́рь) es un complejo monástico masculino del siglo XII famoso por el grado único en Rusia de conservación de los frescos anteriores a la invasión mongola de Rusia. Se halla en Pskov junto a la desembocadura del río Mirozha (o Mirozhka) en el río Velíkaya en el barrio de Záveliche.
El monumento cuenta con la protección estatal, como monumento de significado nacional, por decisión del Consejo de Ministros de la RSFS de Rusia n.º 1327, del 30 de agosto de 1960.

## Historia

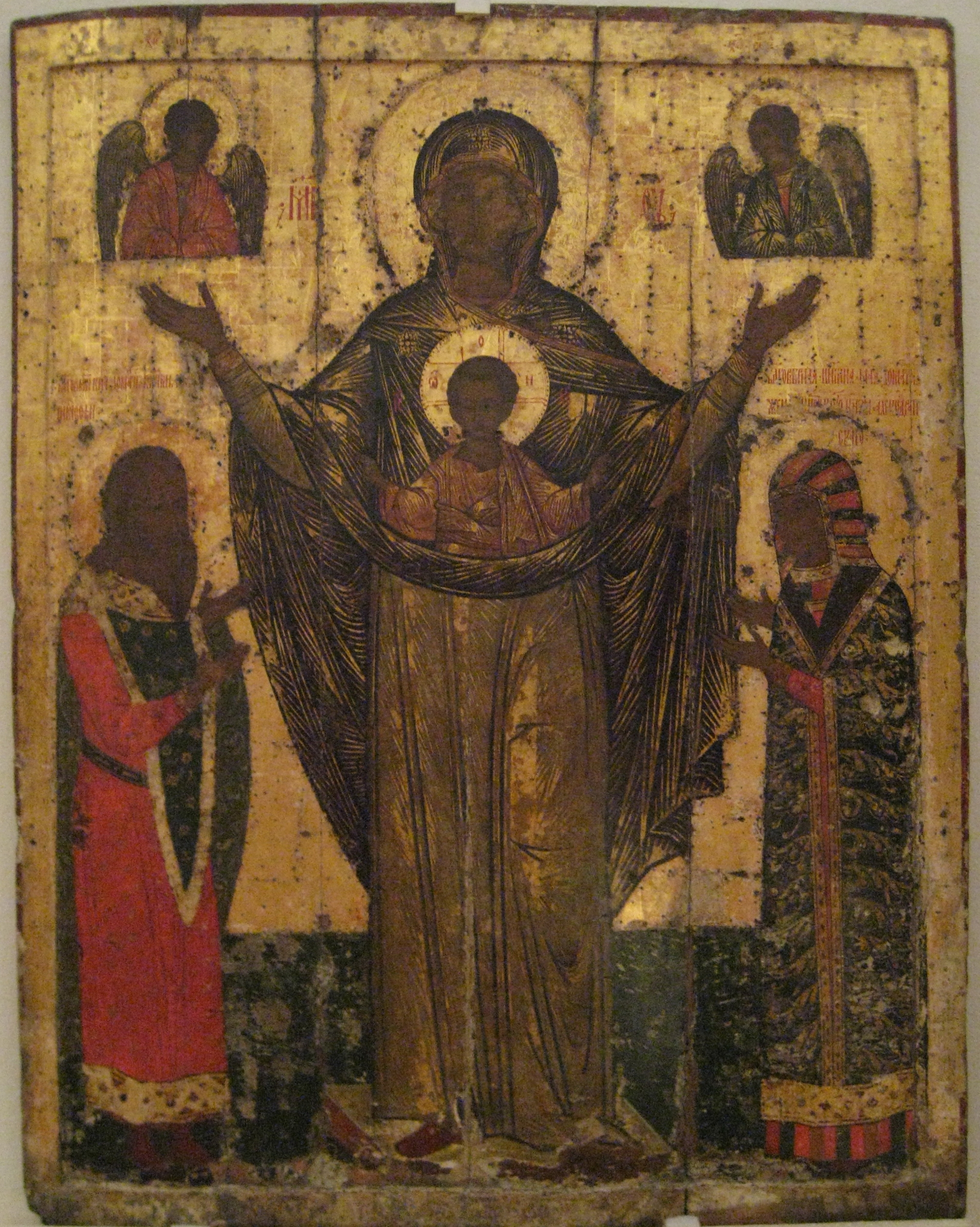
Icono de la Madre de Dios Mirózhskaya, con el kniaz Dovmont y su esposa María Dmítrievna.

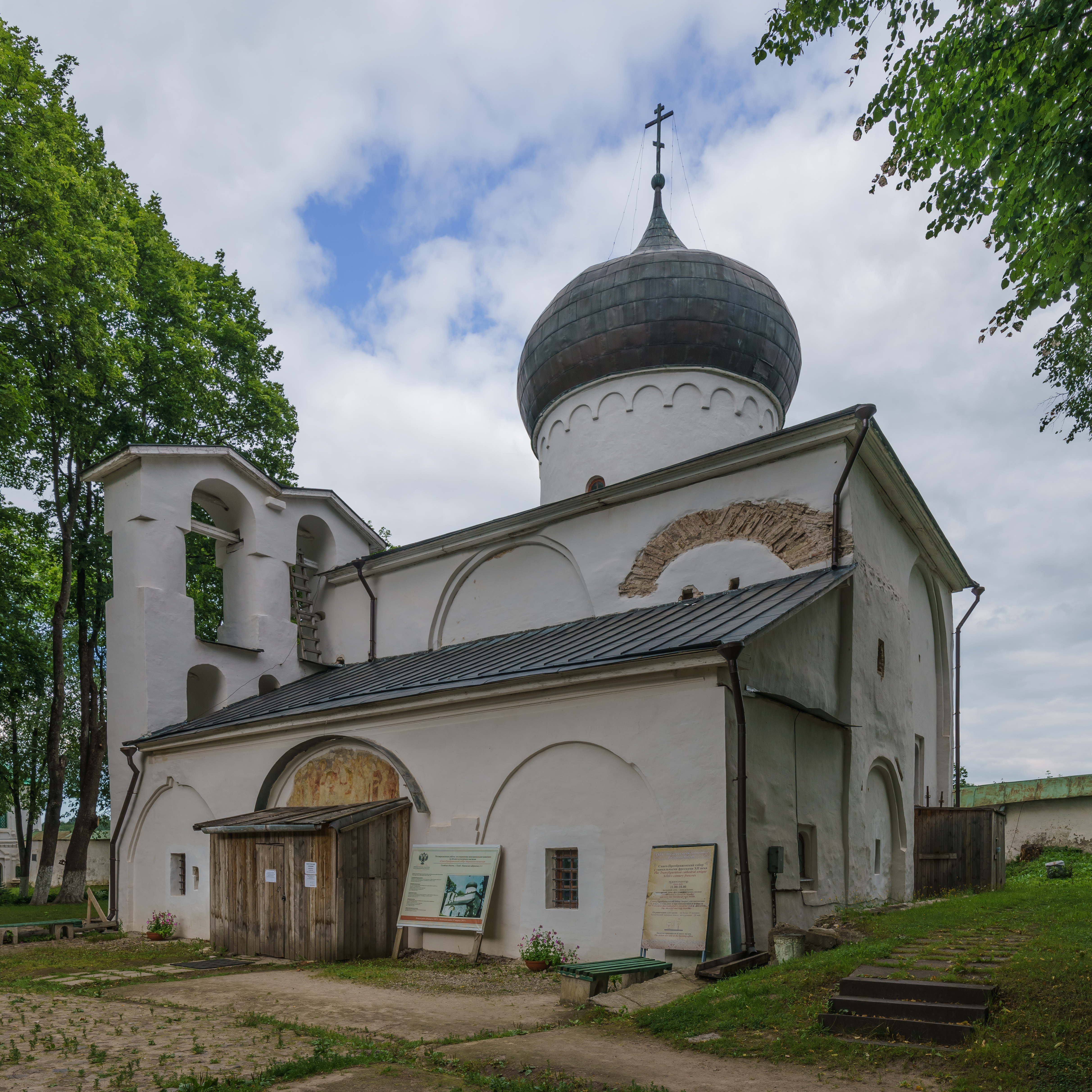
Iglesia de la Transfiguración del Señor del monasterio del Mirozha.

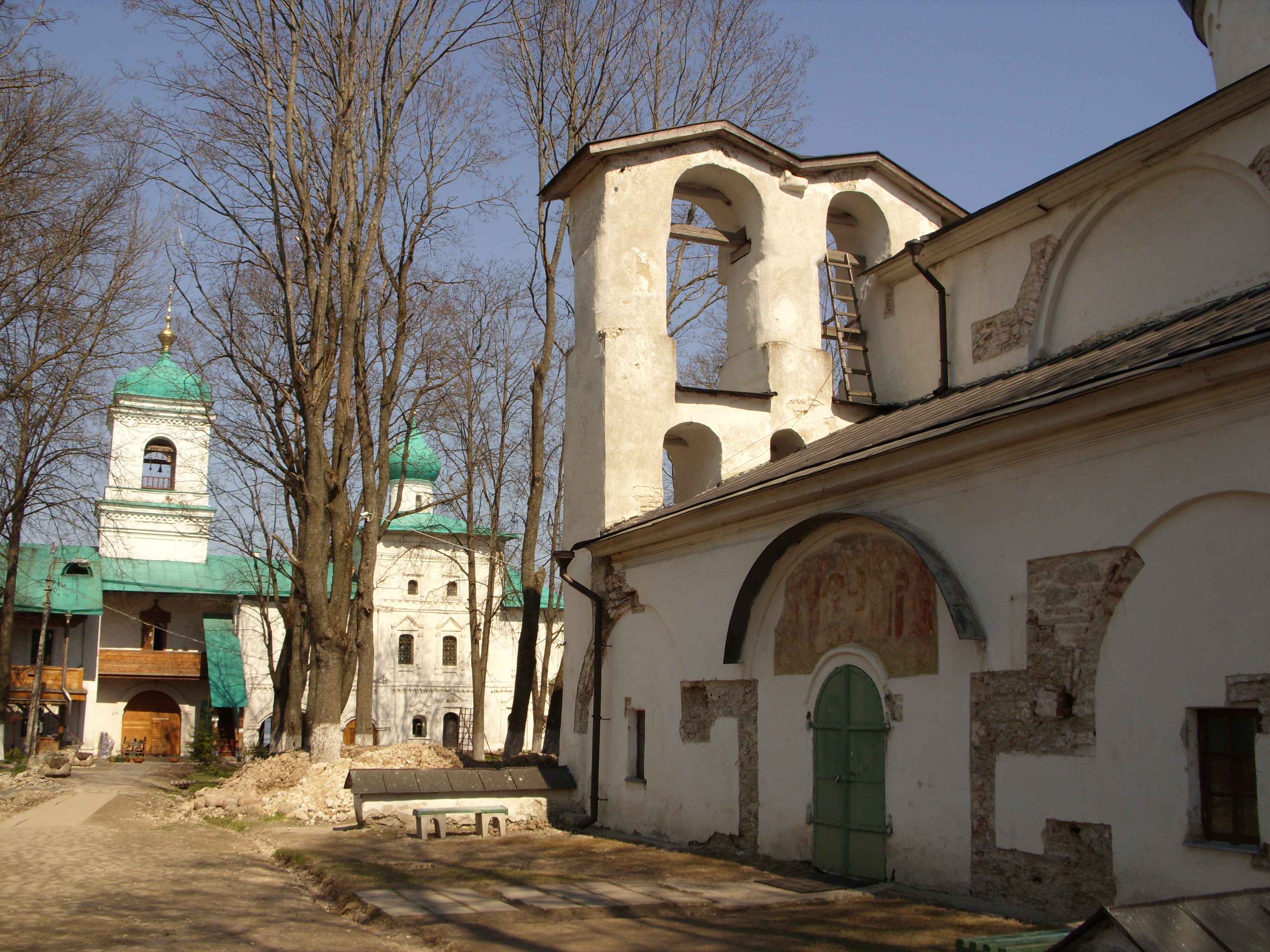
Interior del monasterio, abril de 2011.

La fecha exacta de fundación del monasterio es desconocida, pero tradicionalmente se sitúa a mediados del siglo XII, bajo el auspicio del santo arzobispo de Nóvgorod Nifonte. El monasterio se halla a 20 minutos a pie del Krom o Kremlin de Pskov y era uno de los centros culturales de la ciudad, donde se redactó la Crónica de Pskov. Contaba con una bibliotexca y un scriptorium con copistas magistrales que compusieron el Cantar de las huestes de Ígor, y un taller de iconos.
El monasterio era rico, sus tierras ocupaban el valle del Mirozha (y sus molinos), así como forjas y otras propiedades agrícolas en la orilla del Velíkaya. Tras la secularización de sus tierras en el siglo XVIII su patrimonio se redujo al actual.
Su situación geográfica, fuera de las murallas de Pskov, objeto de frecuentes ataques de los vecinos occidentales de Rusia, lo convertían en un blanco vulnerable ante los mismos. Así, en 1299, los caballeros de la orden livona atacaron el posad de Pskov y quemaron los monasterios del Mirozha y Snetogorski, matando a los hegúmenos Vasili Mirozha y  Ioasaf Snetnogorski, posteriormente canonizados. Las reliquias del primero se hallan, según la leyenda, bajo el altar de la iglesia de la Transfiguración del Señor del monasterio, junto a las de san Avraam.
A principios del siglo XVI, estudió en el monasterio Kiril de las Cuevas de Pskov (tomó la tonsura y fue hegúmeno del monasterio de las Cuevas de Pskov). En 1567, en tiempos de Iván el Terrible, el monasterio custodiaba un icono de la Madre de Dios al que se le adjudicaban poderes milagrosos, llamado Icono de la Madre de Dios Mirózhskaya, que ilustra a ésta junto a los santos de Pskov (el kniaz de la República de Pskov Dovmont y su esposa María Dmítrievna). En 1581, Esteban I Báthory, rey de Hungría instaló un cañón en el campanario con el que atacaba a la ciudad.
Según el Diccionario Enciclopédico Brockhaus y Efron, en el siglo XIX, el monasterio custodiaba muchos iconos antiguos, así como un cáliz de san Nifont con la inscripción 1166, un evangelio de 1703, un cucharón de plata ofrendado por el zar Pedro I y dos campanas de 1520 y 1521.
En el siglo XX, tras la revolución rusa de 1917, el monasterio fue disuelto, utilizándose el edificio como sede del Centro Excursionista de Pskov. En 1994 la vida monástica regresó a los muros del monasterio al ser alquilado a la eparquía de Pskov la iglesia de Esteban el Primer Mártir, el edificio de la Hermandad y la Casa del Abad. Se creó el taller-escuela internacional de pintura de iconos Mirózhskaya, bajo la dirección del archimandrita Zinón, uno de los más famosos pintores de iconos contemporáneos. Tras la admisión del culto católico en la Iglesia del monasterio, la escuela era cerrada hasta 1997, cuando sería abierta de nuevo.
El 1 de mayo de 2010, todo el complejo del monasterio, a excepción de la Iglesia de la Transfiguración del Señor y unas pequeñas celdas, era entregado para su uso gratuito a la Iglesia ortodoxa rusa. En 2011 fue abierta la escuela infantil de pintura de iconos de la ciudad de Pskov.
Por su situación entre los ríos Velíkaya y Mirozha, el monasterio se ha visto afectado en numerosas ocasiones (1886, 1900, 1928, 1960 y 2011) por las inundaciones derivadas de las crecidas de estos ríos. Las inundaciones de abril de 2011 provocaron que las alcanzaron un metro de altura en la iglesia de San Esteban y al entrar en la iglesia de la Transfiguración del Señor (que alberga los frescos del siglo XII), funcionarios del Ministerio de Emergencias de la Federación Rusa activaron un plan para el achique de agua del interior de la iglesia.

## Edificios

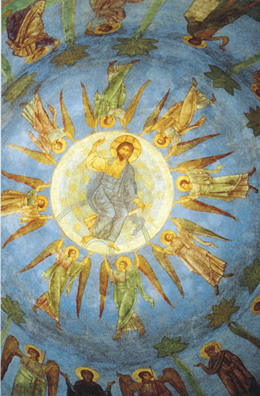
Frescos de la cúpula de la Iglesia de la Transfiguración del Señor, mediados del.

Las construcciones más antiguas del monasterio, salvo la Iglesia de la Transfiguración, no se han conservado. En la actualidad el complejo del monasterio comprende esta iglesia y su conjunto de frescos de entre el siglo XII y principios del siglo XX, la Casa del Abad (siglos XVI-XIX), la iglesia de San Esteban (siglo XVII), la Casa de los Hermanos (siglos XVIII-XIX), las celdas de los Hermanos (siglos XVII-XIX), el cercado del monasterio, de 400 m (1799-1805) y el edificio de los baños (principios del siglo XIX).